# Den Toom
Den Toom (officieel Koopcentrum Den Toom) was een Nederlandse supermarkt en familiebedrijf dat tussen 1972 en 2005 bestond. Het koopcentrum werd opgericht door Henk den Toom en was gelegen aan de Oudedijk 149 in Rotterdam. Het koopcentrum werd in 1995 verkocht aan supermarktketen Albert Heijn maar behield de naam tot 2005, waarna de Den Toom officieel ophield te bestaan.

## Geschiedenis

### Oprichting
Den Toom werd in april 1972 opgericht toen in dat jaar een grote gloeilampenfabriek van de Philips leeg kwam te staan. De oprichter, Henk den Toom senior, had voor de aankoop al een aantal goedlopende groentewinkels in de wijk Kralingen die hij samen met zijn vader runde. Hij kocht dit pand aan de Oudedijk 149 en begon ook hier een groentezaak met de naam Verbruikersmarkt Kralingen. Hoewel Henk den Toom senior met slechts 20m² begon, verbouwde hij het gebouw nooit en vanwege de grote opslag die het pand bezat kon het assortiment al snel worden uitgebreid. In die periode kwam het concept van cash-and-carry op in de Verenigde Staten en Henk den Toom senior was een van de eersten die dit idee toepaste in zijn verbruikersmarkt. Gedurende de jaren 70 was de vaste naam die werd gehanteerd in de advertenties 'Verbruikersmarkt Kralingen', maar soms werd hiervan afgeweken. De naam 'Koopcentrum Kralingen' werd ook een keer gehanteerd in de krant, met de naam Den Toom tussen haakjes. In 1980 werd de naam geleidelijk aan veranderd: in een advertentie in augustus van dat jaar werd de naam 'Verbruikersmarkt Den Toom' gehanteerd in een advertentie. In hetzelfde jaar nam Henk den Toom junior de Verbruikersmarkt over van zijn vader.

### Groei en succes
In de periode dat de Den Toom werd opgericht, bestonden er in Nederland nog geen megasupermarkten. De Verbruikersmarkt Kralingen (later Den Toom) bezat toen al een oppervlak van 2300m² en wist hierdoor de verbruikersmarkt en later het koopcentrum zich te onderscheiden van andere supermarkten die toentertijd bestonden. Dit deed men door zich te richten op de grote inkoop van producten en de lokale buurt, wat ervoor zorgde dat de Den Toom geliefd en uiteindelijk een begrip werd binnen en buiten de stad. Zo werden hele pakken toiletpapier op pallets gestapeld en installeerden ze een diepvries waar de kip langer gehouden kon worden. Verder blonk de Den Toom uit in de verkoop van unieke en soms zelfs exotische producten, waaronder 400 verschillende soorten wijnen met een mooi verhaal, krokodillenvlees en curuba, specialiseerde het koopcentrum zich in de versproducten die op een veiling in Barendrecht werden gehaald en was het de eerste supermarkt met een eigen bakkerij waar dagelijks zo'n 60 verschillende soorten brood werden gebakken. Huismerken (iets dat iedere supermarkt destijds verkocht) had de Den Toom niet, wel verkochten ze typische Den Toom-producten. Henk den Toom senior hield er van om zelf te zien waar zijn producten vandaan kwamen, waardoor hij op veel plekken in de wereld heeft gereisd. Ook bezocht hij vaak zijn concurrenten om kennis te delen en op te pikken, waardoor hij een goede band had opgebouwd met de familie Van Eerd van de Jumbo. Daarnaast vervulde de Den Toom jarenlang ook een sociaal maatschappelijke functie in de wijk. Dit deden ze door middel van het steunen van initiatieven van buurtbewoners of door zelf een actie op te zetten als die nog niet bestond. Tot slot ging het koopcentrum ook partnerschappen aan met verscheidene grote en kleine winkels op de eerste etage, waaronder bekende zaken als de Leen Bakker, Hans Textiel en Schoenenreus.
Al in 1973 was de Verbruikersmarkt bezig om naamsbekendheid te verwerven in de stad. Nadat de vorige sponsor van de Rotterdamse voetbalploeg VVOR, King Corn, niet langer de ploeg wilde sponsoren, ging het samenwerken met de Verbruikersmarkt Kralingen. De Verbruikersmarkt kreeg door de samenwerking naamsbekendheid, VVOR toegang tot de personeelsvereniging van de verbruikersmarkt bij activiteiten op voetbalgebied.
In 1977 kwam de Verbruikersmarkt Kralingen in opspraak. De lokale fractie van het CDA was boos op de Verbruikersmarkt omdat zij op zaterdagmiddag 11 juni  een tamboercorps met majorettes door de wijk Kralingen lieten paraderen. Dit was precies op het moment dat de treinkaping bij De Punt in een ontknopende fase zat en men zich vrij onprettig voelde. De parade vond plaats vanwege een tekenwedstrijd die door de Verbruikersmarkt was uitgeschreven. De CDA-fractie vond dat met het plaatsvinden van deze reclamestunt tijdens zo'n beladen moment de normen van het fatsoen waren overschreden. De wijkraad van Kralingen besloot met algemene stemmen een brief op te stellen en stuurde die naar de Verbruikersmarkt als reactie.
Eind jaren 70 ondervond Den Toom overlast van lokale hangjeugd die voor de winkel aan het skateboarden waren. Als reactie hierop wilde eigenaar Henk den Toom senior in januari 1979 een skatebaan laten bouwen bij de speelplaats aan de Oudedijk. Dit was overlegd met de Rotterdamse Dienst voor Sport en recreatie, maar de bewoners aan de Ramlehweg tekende hiertegen bezwaar aan. Hierop keek de wijkraad of er nog andere locaties, zoals het Park Rozenburg of het Langepad, mogelijk waren voor de plaatsing. Echter was de heer Den Toom senior niet blij met dit bezwaar omdat hij de baan zo dicht mogelijk bij zijn winkel wilde hebben, zodat de skateboarders en andere jeugd van Kralingen West daar konden skaten. De baan zou 25 meter lang en 5 meter breed worden en zou bestaan uit een baan met helling en een vlak oefenbaantje gemaakt uit asfaltbeton, om zo geluidshinder zoveel mogelijk te beperken. Ook werd besloten dat er op of om de baan geen reclame zou worden aangebracht.
Henk den Toom junior besloot om in november 1980 kunst tentoon te stellen in de supermarkt, een idee dat vrij populair bleek te zijn. Onder het motto "Kunst kopen, dat is geen kunst" stelden 26 kunstenaars van de groep Nieuw Rotterdams Peil een aantal van hun zeefdrukken tentoon, die veel werden verkocht. In minder dan een week tijd werden twintig zeefdrukken van 75 gulden en vier zeefdrukken van 240 gulden verkocht. De zeefdrukken werden met prijskaartje en al boven de diepvriesafdeling en slagerij gehangen, met als doel kunst toegankelijk te maken voor het gros van het publiek die normaal nooit naar een kunstgalerie ging. Daarnaast werd de kunst opgehangen als leuke stunt voor de opening van de toen recent verbouwde winkel. Een tweede tentoonstelling werd gehouden in augustus 1987, wederom met de kunstenaars van de groep Nieuw Rotterdams Peil. Er werden opnieuw meerdere kunstwerken tentoongesteld over het gehele koopcentrum, bestaande uit schilderijen, gouaches, tekeningen, beelden en grafiek. De reden voor de tweede tentoonstelling in de Den Toom was om het 15-jarige bestaan van het koopcentrum te vieren. Er werden twee prijzen uitgereikt gedurende de tentoonstelling: een prijs van ƒ1500 die toegekend werd door een vakjury en een prijs van ƒ1500 die toegekend werd door een publieksjury. De toekenning door de publieksjury vond plaats medio september van dat jaar. De vakjury bestond uit meerdere belangrijke Rotterdamse figuren, waaronder oud-burgemeester van Rotterdam André van der Louw, beeldend kunstenaar Hans van der Plas, de heer Van Blommenstein, ambtenaar van het Ministerie van Welzijn, Volksgezondheid en Cultuur, de toenmalig voorzitter van de werkgroep Rijksmusea Leiden en oud-directeur van het Van Gogh Museum Ton Langeweg en de toenmalig redacteur kunstrubriek van de NRC Handelsblad Bas Roodnat. De tentoonstelling was gelijktijdig geopend met de openingstijden van het koopcentrum. Op 4 september bestond de kunstgroep Nieuw Rotterdams Peil 10 jaar en dit werd gevierd met twee kunsttentoonstellingen. Een van die tentoonstellingen vond plaats in het koopcentrum Den Toom. De expositie vond plaats vanaf dinsdag 8 tot en met zaterdag 12 september tussen 09:00 en 18:00 uur. De in totaal 300 kunstwerken hingen tussen de vleeswaren en de wasmiddelen en varieerden van grafieken tot volledige installaties.
Er verscheen in april 1982 een kort artikel met foto over een nieuwe mogelijkheid voor kinderen om 'zelf boodschappen te doen' in de Den Toom. Op de foto stond Sebastiaan die met zijn eigen kleine kinderkarretje koekjes ging halen.
Begin jaren 80 begon de Den Toom last te krijgen van middelbare scholieren die herhaaldelijk klanten van de winkel overlast bezorgden en spullen stalen. Als reactie hierop besloot de bedrijfsleiding van het koopcentrum om deze scholieren vanaf 1984 te gaan weren in de winkel. Een bord werd voor de ingang gehangen met erop de tekst "Scholieren uitsluitend toegang tot pizzeria en de koffiebar, niet tot supermarkt". Het verbod werd in overleg met de omliggende scholen ingesteld omdat de scholieren onder andere dagelijks betrapt werden op het stelen van snoep en blikjes frisdrank en op de publicatieborden van de relevante scholen hing een mededeling dat de leerlingen bij de Den Toom niet welkom waren. Dit had een jaar later nog effect en scholieren hielden zich aan dit verbod, aldus bedrijfsleider C. Snoey. Enkele scholieren mochten de winkel wel betreden, maar groepjes werden geweerd en hierop werd ook gecontroleerd. In september 1987 verscheen een rapport van het Ministerie van Justitie waarin werd gerapporteerd dat bijna 50% van alle scholieren tussen de 12 en 18 jaar zich schuldig maakte aan microcriminaliteit zoals zwartrijden in het openbaar vervoer, winkeldiefstal en geweldpleging. De toenmalig bedrijfsleider van de Den Toom, de heer F. Winnubst, sprak deze bevindingen echter tegen. Volgens hem was het onderzoek sterk overdreven en waren er juist vaker ouderen en personen die onder de sociale minima die dingen uit het koopcentrum jatten dan scholieren. Ook werkte de Den Toom samen met het Libanon Lyceum en leverde het levensmiddelen tegen een laag tarief in de kantine van de school. Zo voorkwam men dat de scholieren tijdens de lunchpauze naar de Den Toom gingen om daar overlast te veroorzaken, omdat zij op school zelf voor weinig geld een lunch konden bestellen.
Eind augustus 1987 werd in het koopcentrum een expo gehouden waar informatie werd verstrekt over de bouw van de Willemsspoortunnel. Begin september volgde nog een expositie en medio september een derde.
In augustus 1988 publiceerde de krant Het Vrije Volk een artikel over goedkopere Belgische dagmelk in Rotterdam en waar die te vinden was. Het bleek dat bijna geen enkele winkel in Nederland deze 5 cent goedkopere melk verkocht, behalve de Konmar in winkelcentrum Oosterhof (nu winkelcentrum Alexandrium). Deze winkel verkocht de Belgische melk al sinds 1984 van fabrikant De Weide onder eigen naam. Deze prijsverschillen bestonden nog in een tijd dat er in Nederland een minimumprijs bestond voor de verkoop van Nederlandse volle- en halfvolle melk. Het koopcentrum Den Toom verkocht deze melk niet en was ook niet van plan om dit in de toekomst te doen. Verder legde de inkoper J.P Tuitel van Den Toom aan de krant uit dat de melk bij hun nog niet was aangeboden, en dat ze bang waren dat de klanten iets tegen de smaak van de dagmelk konden hebben.
Gedurende de winter van 1988 werden in het Schielandshuis op zondag 18 december verschillende winterverhalen verteld. De verhalen waren spannend, zielig of leuk van omvang en gingen over winterverhalen die zich in Rotterdam afspeelden. Daarnaast werd in het toenmalig museum een tentoonstelling onder de naam 'van wintervorst tot schaatskoning' gehouden. Met prenten en tekeningen werd een idee gegeven van de winterse ijspret die men in Nederland beleefde. Oude schaatsen waren bij deze tentoonstelling mede te bezichtigen en er werd een overzicht gegeven van de ontwikkeling van de schaats. Voor kinderen tot 12 jaar werd een kleurwedstrijd georganiseerd met als hoofdprijs een fiets. De kleurplaten waren zowel bij het Schielandshuis als bij koopcentrum Den Toom te verkrijgen.
Begin 1989 besloot het koopcentrum om zijn eigen bakkerij te gaan verbouwen en uitbreiden. Dit werd gedaan omdat de Den Toom wilde dat hun bakkers niet voor 06:00 uur op hoefden te zijn en zodat hun klanten konden zien dat hun broden de hele dag door vers werden gebakken. In twee krantenadvertentie in het Algemeen Dagblad en Het Vrije Volk werden 2 bakkers tussen de 17 en 20 jaar plus een assistent voor hun chef broodbakker tot 30 jaar gevraagd voor de uitbreiding en modernisering van hun bakkerij. In datzelfde jaar publiceerde De Telegraaf op 25 juli een artikel dat het koopcentrum een aantal winkeldieven de kans had gegeven om hun juridische straf te ontlopen door in de Den Toom een zaterdagochtend te werken. Het afgelopen halfjaar kregen 30 Rotterdamse winkeldieven tussen de 12 en 17 jaar de unieke kans om bij het koopcentrum aan de slag te gaan op een of meerdere zaterdagochtenden en zo een strafrechtelijke vervolging te ontlopen. Het project droeg de naam Project Winkeldiefstal. Slechts 3 van de 30 winkeldieven weigerden deze kans, mede door de ongeïnteresseerde houding van hun ouders betreffende hun acties, wat leidde tot een berisping, boete of een strafblad voor deze jongeren. Op 1 februari was het Openbaar Ministerie te Rotterdam begonnen met het unieke experiment, dat uiteindelijk een jaar duurde. Verder werd duidelijk dat winkeldiefstal voor de Den Toom een probleem bleef ondanks camerabeveiliging en permanente surveillance. Wekelijks werd iemand op heterdaad betrapt, waaronder veel jongeren. Bedrijfsleider C. Snoey legde uit dat hij wel goede ervaring had met de 'strafwerkers' en hij had zelfs een jongen die werken bij het koopcentrum zo leuk vond, dat hij vroeg of ze een vaste baan voor hem hadden. Een ander zag zelfs iemand iets onder zijn jas wegstoppen en dankzij zijn oplettendheid, werd een winkeldief op heterdaad betrapt. De werkzaamheden van deze werkende winkeldieven bestond uit simpele taken zoals het wegzetten van winkelwagentjes, het vegen van de vloer van het koopcentrum en het omliggende parkeerterrein en het fijn stapelen van lege dozen. Twee meiden van 16 en 17 jaar mochten zelfs brood bakken in bij de bakkerij omdat hun werk zo goed ging. Alle jongeren waren gedurende hun werkzaamheden tevens verzekerd tegen bedrijfsongevallen en werden permanent begeleid door een medewerker van bureau HALT. De kracht van het project lag vooral in de snelle werkwijze: binnen 3 weken konden de winkeldieven al aan het werk worden gezet en het had een afschrikwekkend effect. Ook hielp het dat er een medewerker van HALT bij was, omdat de Den Toom vroeger zelf ook alternatieve straffen uitdeelde aan winkeldieven, maar die tot niets leidde omdat de ouders altijd in verweer kwamen.
Tot slot maakte het zuivelbedrijf Menken in december 1989 bekend dat het een nieuw systeem zou introduceren die het mogelijk maakte om iedere dag verse melk te tappen in de supermarkt. Half januari, specifiek op 15 januari 1990, had het koopcentrum Den Toom de primeur om dit systeem te gaan gebruiken. Later zouden supermarkten in Zwijndrecht, Maassluis, Maarssenbroek, IJsselstein, Monster, Loosduinen en Voorhout volgen. Het ging om een proef van drie maanden en de bedoeling van dit systeem was om de consument zo vers mogelijke melk te leveren. De automaten werden dagelijks aangevuld met verse, halfvolle melk. Er werd voor halfvolle melk gekozen omdat men deze variant toen het meeste dronk. Als het systeem een succes was, zouden op den duur ook volle melk, karnemelk, yoghurt en vla via de zelftap geleverd worden. Het idee was dat de zelftap met glazen flessen gedeeltelijk de kartonnen verpakkingen zouden vervangen. Veel consumenten hadden bezwaar tegen de kartonnen verpakkingen vanwege het eenmalige gebruik en belasting op het milieu. De machines kostten 10.000 gulden per stuk, konden tot maximaal 500 liter aan melk bevatten en het idee was overgewaaid uit West-Duitsland, waar zo'n melktapsysteem al een tijd bestond en specifiek in de deelstaat Beieren populair was. Ook de resultaten in Oostenrijk en Zwitserland waren erg positief.

### Verkoop koopcentrum aan Albert Heijn en toekomst
Op 2 augustus 1990 viel Irak onder leiding van Saddam Hoessein Koeweit binnen. Dit was het begin van de Eerste Golfoorlog. Na de Irakese bezetting van Koeweit die 5 maanden duurde, besloot een coalitie geleid door de Verenigde Staten om op 17 januari 1991 de eerste luchtbombardementen uit te voeren op het Irakese leger in Koeweit om het land te bevrijden. Het Nederlandse volk begon als anticiperende reactie hierop al op maandagmiddag 14 januari met de extra inkoop van levensmiddelen als voorzorg, maar van landelijk hamsteren was toen geen sprake. Ondanks dat de Rotterdamse televisie beelden toonde van lege schappen en ze aangaven dat er extra koffie, suiker, thee en vooral groenteconserven werden gekocht, spraken meerdere woordvoerders van supermarkten tegen dat er sprake was van hamstergedrag. Een van hen was de assistent-bedrijfsleider C. de Graaf van het koopcentrum Den Toom. Hij verklaarde dat de stijging van de omzet slechts met 3 à 4% was gestegen. De vraag naar bloem, conserven, koffie, thee, rijst en macaroni was in die week groter dan normaal. De dag waarin de massale inkoop begon op dinsdag, verliep voor het personeel van Den Toom vrij hectisch. Donderdag stabiliseerde de situatie zich toen de inkomsten sterk terugliepen. Op vrijdag ging de verkoop weer omhoog.
In een advertentie van het Algemeen Dagblad werd in 1992 in een advertentie van de Rotterdamse sportschool Sportcentrum Hollander een reeks namen van bedrijven gepubliceerd waarvan het personeel gebruikmaakten van hun sportschool. In die lijst dook ook het koopcentrum Den Toom op.
In december 1993 schreef Den Toom een prijsvraag uit. De zeven winnaars kregen een duur 19-delig theeservies van de directeur van de Indian Tea Board, de heer S. Sanguptta. Daarnaast verkocht het koopcentrum als eerst drie nieuwe zwarte theesoorten van het merk die allen de naam 'Indian Summer' droegen.
De prijzen van een groot aantal merken werden in juli 1994 verhoogd met 35 cent per 250 gram. Dit leidde op sommige plaatsen in Nederland tot een stormloop op pakken koffie. Deze stormloop vonden plaats bij meerdere supermarkten en ook het koopcentrum Den Toom was geen uitzondering. Zo meldde zij een forse stijging in omzet vanwege het massaal inslaan van pakken koffie, maar bleef het verder rustig en civiel. Een paar maanden later publiceerde de Consumentenbond op 20 september een schokkend rapport over de mate van besmettingen en versheid van kip. Als reactie hierop daalde de verkoop van kip, maar slechts voor een zeer korte periode. De verkoop nam voor twee à drie dagen af, waarna het weer steeg tot een normaal niveau, aldus de poelier W.J. Bouhuijs die zijn eigen slagerij had in de Den Toom. Verder benadrukte hij dat dit probleem ook deels door de klant zelf kwam, die de kip te lang in de boodschappentas of winkelwagen lieten liggen met als gevolg dat de kip te warm werd. Er werd nauwelijks bij hem geklaagd over de kwaliteit van zijn kip en ook klachten over buikpijn ontving hij nooit.
Hoewel de zaken in de jaren 90 goed liepen voor Den Toom, besloot Henk den Toom junior om de winkel in oktober 1995 toch te verkopen aan concurrent Albert Heijn, inclusief het onroerend goed van het koopcentrum. De reden voor de overname was omdat de Albert Heijn zijn positie in de regio wilde versterken. Een intentieverklaring werd uiteindelijk door beide partijen ondertekend. Den Toom had ten tijde van de overname zo'n 160 medewerkers in dienst. Dochter Annemieke den Toom vond het eerst niet zo leuk dat de Albert Heijn het koopcentrum wilde overnemen, maar ze zag in 1996 vooralsnog niets veranderen. Destijds was het doel van de AH ook niet om er hun eigen winkel te beginnen, enkel om marktaandeel te verwerven op een plek waar de supermarktketen nog niet aanwezig was. Na de overname werd wel langzaam begonnen met het moderniseren van de winkel en een van de dingen die veranderde was de introductie van scanning, maar de Den Toom bleef vooralsnog grotendeels hetzelfde omdat de formule van het koopcentrum volgens de AH heel goed werkte. In 2000 werd bekend dat het totale marktaandeel van Albert Heijn na de aankoop van de Den Toom en Primarkt 27,6% bedroeg. Daarmee had de winkel toentertijd het hoogste percentage van alle inkooporganisaties. De verkoop bleek uiteindelijk een goede zet te zijn geweest omdat in de jaren 2000 de klandizie terugliep en de kosten ook nog eens begonnen te stijgen toen de AH in 2003 een supermarktoorlog ontketende en veel prijzen verlaagde.
Nadat het koopcentrum werd verkocht aan de Albert Heijn in 1995, vierde de Den Toom in april 1997 zijn 25e verjaardag. Dit jubileum werd gevierd met een spaaractie waarbij de klanten veel prijzen kon winnen, waaronder een auto die in november van dat jaar werd weggegeven. De spaaractie begon op 28 april en klanten konden in deze periode onder andere een fiets, een verzorgde vliegvakantie naar New York of Kreta of een reis naar Parijs, Londen of Stuttgart winnen. Ook de Franse autofabrikant Renault feliciteerde Den Toom met het 25-jarig bestaan van het koopcentrum en leverde de Renault Twingo die een klant in november kon winnen. Iedere maand had zijn eigen thema, bestaande uit een 'pretparkenmaand', 'barbequemaand' en een 'entertainmentmaand'. Stadsradio Rotterdam, die destijds zo'n 100.000 dagelijkse luisteraars had, zou een half uur durende special over het 25-jarige jubileum van Den Toom uitzenden. Daarnaast doneerde het koopcentrum 2500 gulden aan een goed doel, dat uiteindelijk een kachel werd voor het clubhuis van de plaatselijke scoutingclub.
In de wintermaanden van 1998 konden klanten van de Den Toom meedoen aan een speciale winteractie. Iedere klant kon een spaarkaart meenemen en bij besteding van 10 gulden in het koopcentrum kreeg men een zegel aan de kassa. Als er 20 zegels waren geplakt op de spaarkaart, was de kaart vol en moest men naar de informatiebalie gaan. Hier kregen ze een zogeheten wintermunt. Die kon men, na het voldoen van het aantal wintermunten op de spaarkaart, inruilen voor producten in de spaarmagazine. Als men naast het invullen van hun gegevens ook de slagzin over de winterinkopen bij Den Toom invulden, maakte ze tussen november 1998 tot januari 1999 kans op extra prijzen als een citruspers of bakvormenset van Princess of Tefal. In datzelfde jaar werd besloten dat het koopcentrum Den Toom werd verbouwd. Deze verbouwing werd in 1999 uiteindelijk uitgevoerd en voltooid.
Op 11 januari 1999 won het koopcentrum Den Toom de Rotterdamse radioreclame vakprijs met de naam "de Heffie", een prijs die gebaseerd was op de in de volksmond populaire voormalige heftreinbrug op het Noordereiland. De radiospotjes die hadden gewonnen, werden ingesproken door cabaretièrs als Martin van Waardenberg, Louis Kockelmann en Ben Maasdam. Met de prijs werd het koopcentrum geprezen voor de creatieve invalshoek van de reclamecampagne. Als extra beloning kreeg de Den Toom naast de prijs ook 30.000 gulden aan gratis zendtijd op Stadsradio Rotterdam en Radio Rijnmond.
Eind jaren 90 ontstond bij veel mensen zorgen over het aankomende millennium. Dit ging specifiek over de technologie van die tijd en over de jaarstelling. Omdat er slechts twee nummers werden gebruikt om de datum aan te duiden, ontstond de vrees dat computers zouden stoppen met werken als dit niet werd aangepast. Dit werd in de volksmond de millenniumbug genoemd en om dit te voorkomen moesten veel apparaten voor het jaar 2000 'milleniumproof' worden gemaakt. Dit was ook nodig bij het koopcentrum Den Toom: in veel apparaten zat een microchip die voor problemen kon zorgen. In totaal werden zo'n 2600 apparaten van de Albert Heijn, Primarkt, Den Toom, AH-Thuisservice, de DC's en de Centrale Slagerijen. In die periode bestond er ook bij sommigen nog verwarring over de nog te introduceren euro, die de gulden in Nederland zou gaan vervangen begin jaren 00. Sinds 4 januari 1999 worden de koersen van aandelen, obligaties en opties aan de Nederlandse beurs in euro's weergegeven. Dit zorgde echter verwarring bij oudere bewoners in Kralingen omdat zij altijd gewend waren om de gulden te gebruiken in hun dagelijks leven. Koopcentrum Den Toom kwam deze bejaarde bewoners tegemoet door een informatieavond op te zetten door hun 'Euro-coördinator'. Tijdens die bijeenkomst kregen zij antwoord op al hun vragen, iets wat werd gewaardeerd door de ouderen.
In 2004 publiceerde het personeelsblad van de Albert Heijn, de Ahá, dat bedrijfsleider Sylvia de Raai namens de Den Toom al twee jaar in de ondernemingsraad van de supermarktketen zat. Dit om te bespreken wanneer het koopcentrum aan de Oudedijk tot een Albert Heijn-winkel zou worden omgebouwd. In die periode was dit nog niet bekend en werd er nog gesproken over een datum. In datzelfde jaar plaatste de krant het Algemeen Dagblad een familiebericht dat de weduwe van de oprichter van het koopcentrum Henk den Toom senior, G.A. Den Toom-Hoogendoorn, was overleden op 4 maart. De directie en alle medewerkers van het koopcentrum wensten de familie Den Toom veel sterkte met het verwerken van het verlies.
Op vrijdag 1 juli 2005 werd de Den Toom om 14:00 uur wegens extreem lage voorraden officieel gesloten en werd begonnen met de ombouw van het koopcentrum naar een Albert Heijn. Het rood-witte bord met het Den Toom-logo aan de ingang op de Oudedijk werd weggehaald en in het gebouw werd begonnen met de verbouwing. Alle medewerkers die op dat moment nog bij de Den Toom werkten werden opgesplitst: een deel kon weer in hetzelfde pand of bij andere vestigingen aan de slag bij de nieuwe Albert Heijn, de rest werd ontslagen en moest een nieuwe baan zoeken. Eind mei werd voor alle oude medewerkers van het koopcentrum nog een reünie-feest gehouden.

## Na de opheffing
Ondanks dat de Den Toom officieel ophield te bestaan nadat het koopcentrum een Albert Heijn werd, bleef de winkel bij velen in Rotterdam geliefd jaren na dato. Dit komt vanwege de vele positieve herinneringen en verhalen die men heeft overgehouden tijdens het winkelen bij de Den Toom. Een van die verhalen gaat over de "eigenaar" van het koopcentrum, die uiteindelijk geen eigenaar bleek te zijn, maar de vaste beveiliger, de heer Karel van Pelt. Hij was altijd te vinden in de winkel, waardoor veel mensen dachten dat hij 'meneer den Toom' was. De eigenlijke baas werd daardoor haast nooit herkend en kon rustig in zijn eigen winkel lopen met een sigaar in zijn mond. Verder bleven werknemers bij de Den Toom lang werken bij het koopcentrum omdat ze het werken daar leuk vonden, veel zelfstandigheid hadden en hun vakkennis en creativiteit konden benutten. Dit werd ook door de Den Toom bevorderd. Alles werd door de werknemers zelf bedacht en bepaald. In de volksmond grapte men ook altijd dat het koopcentrum 'wereldberoemd in Kralingen' was, iets waar de Den Toom ook dankbaar gebruik van maakte in de reclames.
Zes jaar nadat de Den Toom ophield te bestaan, creëerde de familie Den Toom op 21 juni 2011 een YouTube-kanaal waarin oude video's, reclames en documentaires van en over het koopcentrum worden geüpload. Op 15 mei 2018 is ook een Instagramprofiel opgezet door Suzanne den Toom waarin allerlei foto's en video's van de Den Toom worden geplaatst.
Nadat de vader van Henk den Toom senior met dezelfde naam in 1984 overleed, gebeurde hetzelfde met Henk den Toom senior in 2019. Hij overleed op 77-jarige leeftijd en zijn overlijden werd breed aangekondigd in meerdere lokale en landelijke kranten. Het AD en de Provinciale Zeeuwse Courant berichtte van zijn overlijden en ook de Rotterdamse kranten Dagblad010 en De Ster vermelde zijn dood. Maar liefst 13 overlijdensadvertenties die ondertekend waren door grote winkelketens als de Albert Heijn en de Jumbo verschenen in de kranten. Zijn 5 kinderen waren hier door verrast en ontroerd, en het maakte hun zeer trots. Hij werd uiteindelijk bij het familiegraf op de begraafplaats Oud Kralingen begraven, waar zijn vrouw eerder al ruste.

## Voetbalploeg
Behalve een succesvolle verbruikersmarkt had Henk den Toom senior ook een eigen voetbalploeg opgericht met de naam RVV Den Toom Boys, die in 1972 werd opgericht maar op 8 januari 1973 officieel werd begeleid door zijn oom. Alle spelers bij DTB waren werkzaam bij de Verbruikersmarkt Kralingen. De spelers droegen paarse trainingspakken. In het begin speelde men enkel wedstrijden tegen het personeel van andere supermarkten en bestond er geen bestuur. Ook werd er nauwelijks contributie betaald. Echter moest Henk dringend op zoek gaan naar een begeleider voor zijn ploeg, en die vond hij in zijn oom Klaas Snoei. Hij had eerder al een bedrijfsploeg opgericht toen hij werkte bij houthandel Abraham van Stolk. De secretaresse was de tante van de familie, Nel. Als eerst ging men zich richten op het spelen van vriendschappelijke wedstrijd en oefenwedstrijden en als dat goed ging, zou de ploeg zich inschrijven bij de Rotterdamse vereniging voor bedrijfs- en kantoorvoetbal, de Stibekavo. Deze vereniging stond namelijk het dragen van een sponsor op de t-shirts toe, wat sponsorinkomsten zou opleveren. Verder bestond de ambitie om, als ook dit succesvol zou zijn, in de Rotterdamse afdeling van de Koninklijke Nederlandse Voetbalbond toegelaten te worden.
Een jaar later speelde de Den Toom Boys in de Rotterdamsche Voetbalbond onder eigen naam. Ondanks dat zij in 1974 'gepromoveerd' werden tot de RVB en als sponsor hun eigen verbruikersmarkt hadden, voetbalde de ploeg hiervoor niet onder de eigen naam in de competitie. DTB speelde namelijk onder de naam 'HWD-4' in de reserveklasse van de competitie. De ploeg hervormde zichzelf al om tot een officiële voetbalvereniging met professioneler spel nadat het "wilde" voetbal tot thans toe wat problemen gaf. Op 30 januari vond een vergadering plaats voor leden en aspirant-leden, wat ertoe leidde dat zo'n 63 mannen bereid waren om voor de ploeg te spelen en er werd toen gedacht aan een start met vijf elftallen. Naast het gewone elftal was ook het plan om een jeugdelftal en dameselftal op te zetten. Voor de start was een bestuurslid aangewezen als ombudsman, waarbij spelers altijd terechtkonden. Uiteindelijk werden ze in deze klasse kampioen en werden ze in 1975 gepromoveerd naar de derde klasse A van de RVB.
Op 1 maart 1974 meldde de Rotterdamse krant Het Vrije Volk dat de Euroband sinds 2 maart de Den Toom Boys muzikaal bij zou staan bij toekomstige evenementen en wedstrijden. Ook hield de band een serenade voor de ploeg. Verder werd hier bekend gemaakt dat de ploeg met zes of zeven elftallen, een dameselftal en twee junior-elftallen aan de RVB deel zouden nemen. Op 6 maart organiseerde Den Toom Boys een bingoavond voor nog meer nieuwe leden in het Hof van Jericho en op 23 maart hield de ploeg een verlaat carnaval bij de speeltuinvereniging Kralingen.
In 1975 kreeg Den Toom Boys een eigen clubhuis. Dit clubhuis werd door de oud-Feyenoordspeler Theo de Jong geopend op zaterdagmiddag 15 maart. De leden hadden vier maanden gewerkt aan de opbouw van het clubhuis, was aangeboden door de Verbruikersmarkt Kralingen (later Koopcentrum Den Toom) en was in totaal 200m² breed. Bij de plechtigheid was wethouder De Jong aanwezig en voetballer De Jonge werd die dag tot erelid benoemd.
De Kralingse voetbalploeg Excelsior vierde in 1977 haar 75-jarige bestaan. De feestelijkheden werden verspreid over vier dagen en een meervoud aan activiteiten vonden plaats, met als hoogtepunt een wedstrijd op zondag 24 juli tussen Excelsior en het Japans voetbalelftal op stadion Woudestein. Op de eerste dag, 21 juli, werden de feestelijkheden ingeluid met een wielerronde die vanaf 19:00 uur begon en vanaf de Lusthofstraat naar de Chris Bennekerslaan liep. Op Woudestein zelf werd ook een wedstrijd gehouden tussen een Excelsiorcombinatie en de Den Toom Boys.
Op 9 januari 1978 meldde de Rotterdamse krant Het Vrĳe Volk dat een wedstrijd tussen FC Rotterdam en Den Toom Boys 10 minuten voor het einde gestaakt moest worden. De stand was 1-3 toen de scheidsrechter een waarschuwing moest geven aan een speler van FC Rotterdam. Toen een ploeggenoot zich met dit besluit ging bemoeien, sommeerde de scheidsrechter dat hij het veld moest verlaten, iets dat hij weigerde. Hierop moest het duel worden gestaakt. Later dat jaar werd de ploeg op 15 mei kampioen van de derde klasse A en werd Den Toom Boys gepromoveerd naar de tweede klasse A van de RVB. Tijdens de viering kregen alle voetballers een bos bloemen uitgereikt.
Een jaar later ging Den Toom Boys verhuizen. De Rotterdamse krant Het Vrĳe Volk meldde op 11 april 1979 dat de ploeg vanaf volgend seizoen niet langer bij Zestienhoven zou voetballen, maar vanaf 17 augustus zijn onderkomen zou vinden bij het sportcomplex Woudestein waar voetbalploeg Excelsior speelde. Op het moment van schrijven stond DTB bovenaan de ranglijst van de tweede klasse van de RVB. Uiteindelijk lukte het DTB om ook in de tweede klasse A kampioen te worden en op 6 mei promoveerde ze naar de eerste klasse C van de RVB.
Na 1980 stopte Den Toom Boys er echter abrupt mee. Nadat DTB 7 jaar had gespeeld in de RVB en meermaals kampioen wist te worden in de lagere klassen, was de ploeg gedwongen te stoppen vanwege meerdere problemen. Bestuurlijke moeilijkheden, het ontbreken van animo bij de leden in het algemeen, maar ook problemen in de sfeer der accommodatie bij het nieuwe terrein van Excelsior hadden ervoor gezorgd dat de leiding de club uiteindelijk ophief. Ook stopte de trainer drie dagen voor aanvang van het toen net afgelopen seizoen en brak een van de beste spelers een been, wat niet hielp bij de start van het seizoen en uiteindelijk bijdroeg aan het begin van de problemen. Desondanks werd het eerste behendig opgelost toen de Rotterdamse oud-bokser Aad Veerman bereid was om de selectie te trainen. Daarnaast ging het op financieel vlak al een tijd niet goed: ondanks hard werk door de boekhouder bleven de kosten stijgen en de financiële animo van de leden liet te wensen over. Ten einde raad werd bij de allerlaatste ledenvergadering medegedeeld dat er geen heil meer gezien werd in de toekomst, en werd er gevraagd om een nieuw bestuur voor te dragen. Dit nieuwe bestuur kwam er echter nooit en ook de opkomst was schrikbarend laag: slechts 18 leden waren hier aanwezig. Uiteindelijk werd besloten om van het overgebleven geld een feest gegeven. Er werd nog gepoogd om te fuseren met andere clubs in Rotterdam, maar dit mislukte meermaals. Tot overmaat van ramp degradeerde de ploeg nog in hun laatste seizoen.